# Edificio Acaiaca
 (mai 2025).
L' Edificio Acaiaca est un gratte-ciel de 120 mètres de hauteur construit à Belo Horizonte en 1943.
Il abrite des bureaux sur 30 étages.
De style art-deco, c'est le plus ancien gratte-ciel de Belo Horizonte, l'un des plus anciens gratte-ciel d'Amérique latine et l'un des très rare gratte-ciel construit dans le monde durant les années 1940.